# Fislis
 Fislis  là một xã thuộc tỉnh Haut-Rhin trong vùng Grand Est, đồng bắc Pháp. Xã này có diện tích 7,53 km², dân số năm 1999 là 416 người. Khu vực này có độ cao trung bình 385 mét trên mực nước biển.